# غريدينغ
غردينغ (بالألمانية: Greding) هي بلدة ألمانية تقع في ألمانيا في ألبريشت ولهلم روث.